# Rosholt (Wisconsin)
Rosholt è un comune degli Stati Uniti d'America, situato in Wisconsin, nella contea di Portage.